# Registre de noms de domaine
Pour les articles homonymes, voir Registre.
Dans le système DNS, un registre de noms de domaine est une base de données contenant des informations sur les sous-domaines (ou domaine de second niveau) d'un domaine de premier niveau comme .com, .fr, .ca, .org.
On appelle aussi registre l'organisation qui maintient la base de données mentionnée au paragraphe précédent. On utilise souvent les termes Network Information Center ou NIC pour désigner cette organisation. 

## Contenu du registre de noms de domaine
Le registre contient la liste des noms de domaine déjà réservés dans un domaine de premier niveau ainsi que l'identification des serveurs DNS faisant autorité sur ces domaines. C'est de là que découle le fonctionnement de tous les serveurs DNS dans le monde.

## Fonctions des organisations administrant les registres de noms de domaine
Certaines organisations sont des ministères d'un gouvernement (par exemple, le registre du Sri Lanka : www.nic.lk). Certaines sont des coopératives de fournisseurs d'accès à Internet (tels que DENIC) ou des organisations à but non lucratif (tels que Nominet). D'autres sont des organismes commerciaux comme le registre des États-Unis (www.nic.us).
L'organisation vend les noms de domaine disponibles aux utilisateurs qui en font la demande. Certaines vendent directement aux utilisateurs, d'autres ne vendent que par l'intermédiaire de registraires.
Les registres dits épais (la majorité le sont, mais pas .com) publient également les informations sociales des utilisateurs : noms, coordonnées des titulaires des domaines et coordonnées des points de contact techniques ou administratifs. Cette publication se fait en général par le protocole whois.

### Exemples d'organisations
Voici quelques exemples de registres avec les domaines de premier niveau qu'ils maintiennent :
- VeriSign, Inc. : .com ; .net ; .name
- Public Interest Registry et Afilias : .org ;
- Afilias : .info ;
- CIRA : .ca ;
- DENIC : .de ;
- Neulevel : .biz ;
- Afnic : .fr, .re, .tf, .yt, .pm, .wf ;
- DNS Belgium : .be ;
- Switch : .ch ;
- EURid : .eu ;
- Nominet : .uk.